# 仁木頼章
仁木 頼章（にき よりあき）は、鎌倉時代後期から室町時代前期の武将で、室町幕府初代将軍足利尊氏の執事。左京大夫。

## 生涯
仁木義勝の子として生まれる。
三河国額田郡仁木郷（現・愛知県岡崎市仁木町）出身。仁木氏は清和源氏足利氏の一族で、同族細川氏や高・上杉氏らとともに足利氏家臣団の主要メンバーでもあった。頼章も足利尊氏の側近として早くから活躍していたようで、まだ尊氏が鎌倉幕府の与党であった1333年、後醍醐とその与党を討伐するために上洛する尊氏に供奉したことや、建武新政発足後、北条時行が北条の残党を糾合して鎌倉を占拠した際、これを討伐する尊氏に供奉したことなどが『太平記』に描かれている。
後醍醐天皇の建武の新政に反旗を翻した尊氏が敗れて九州へ落ちると、頼章は丹波国に留まり、久下、長沢、荻野、波々伯部など丹波の諸豪族を統率、更に播磨国、美作国、備前国、備中国の与党らも糾合し、追撃してくる南朝勢に対する防波堤となった。建武3年（1336年）5月に東上した尊氏が摂津国湊川の戦いで楠木正成らを破るとこれに合流し、6月には新田義貞を破って京都を奪還した。
尊氏が室町幕府を開くと、頼章は弟・義長らとともに北朝・武家方の武将として越前国金ヶ崎城攻めや河内国四條畷の戦いなど各地を転戦し、また丹波の守護に任ぜられた。
尊氏の執事（後の管領）・高師直と尊氏の弟・直義の確執が尊氏派・直義派の抗争に発展すると（観応の擾乱）、頼章は一貫して尊氏派に属して直義派と戦い、侍所頭人に任ぜられている。正平6年/観応2年（1351年）正月には尊氏の子の義詮とともに京を脱出している。同年2月に師直は直義派の上杉能憲に謀殺される。その後、同年10月21日に頼章が執事に任ぜられ、翌年の尊氏と直義の和睦の際には尊氏側の使者を務めている。この間、丹波・丹後国・武蔵国（後述）・下野国の守護職を兼帯し、義長と合わせて仁木氏は一時9ヶ国を帯有し、室町幕府草創期の基盤固めに貢献した。
正平7年（1352年）1月以前、直義方だった上杉氏に代わって武蔵国守護に補任された。同国守護としては同年12月まで在職の徴証がある。
頼章が尊氏の執事として発行した文書は多いが、文和3年（1354年）以前は出す書状の殆どが施行状であったが、同年以降は将軍御教書も並行して出すようになっている。森茂暁の指摘によれば、この頃から頼章は裁判の管轄を管掌し、政務長官としての役割を持つようになり、これが管領制の嚆矢になったという。なお、施行状の発給は高師直政権時代には執事固有の役割だったが、仁木政権時代には頼章自身だけではなく南宗継（師直の又従兄弟）や今川範国、そして将軍尊氏自身が発給することもあるなど、変則的な状況になっていた。
正平13年/延文3年（1358年）4月に尊氏が死去する。同年5月、頼章は執事職を辞し、出家して道璟と号した。翌延文4年（1359年）10月13日、京都で死去。61歳没。法号は持地院道璟。
執事として政務にも辣腕を振るった頼章だが、『太平記』においては合戦で勇躍する武将としての活躍が強調されており、尊氏の執事として幕府を守り立てた業績についてはあまり言及されていない。